# خروشچوکا وووشچیانگسکا
خروشچوکا وووشچیانگسکا (به لهستانی:  Chruszczewka Włościańska) یک روستا در لهستان است که در گمینا کوسوف لاتسکی واقع شده‌است.